# Medinilla apayaoensis
Medinilla apayaoensis är en tvåhjärtbladig växtart som beskrevs av Elmer Drew Merrill. Medinilla apayaoensis ingår i släktet Medinilla och familjen Melastomataceae. Inga underarter finns listade i Catalogue of Life.